# Adam Hanin
Adame Hanin (en arabe : آدم حنين), né le 5 janvier 2006 à Targuist (Maroc), est un footballeur marocain jouant de poste d'attaquant au Fath US.

## Biographie

### En club
Natif de Targuist, il intègre dès son plus jeune âge le centre de formation du Fath Union Sports. 
En février 2023, il prend part au tournoi Mohammed VI  de la catégorie U19 en tant que joueur titulaire. Dans la phase de groupe, il est titularisé face au PSV Eindhoven et le Real Sociedad. Il parvient à éliminer le Rangers FC en quarts de finale grâce à une victoire de 2-1. Le Fath US atteint la finale du tournoi face à l'AS Génération Foot, qui remporte finalement le tournoi,.

### En sélection
Adame Hanin est international marocain en équipes de jeunes, étant sélectionné pour la première fois par Saïd Chiba avec les moins de 17 ans pour le championnat arabe de football des moins de 17 ans qui a lieu en Algérie. Titulaire dans tous les matchs disputé, il atteint la finale de la compétition contre l'Algérie -17 ans, sorti après une défaite sur séance de penaltys après un match nul à Oran,. Quelques secondes après le sacre de l'Algérie, une altercation éclate entre les joueurs algériens et marocains, provoquant un buzz dans la presse internationale,. Quelques semaines plus tard, la Fédération royale marocaine de football dépose un recours à la FIFA contre l'agression des joueurs marocains.
Hanin est rappelé en sélection des moins de 17 ans à l'occasion de la CAN des moins de 17 ans qui a lieu au printemps 2023 en Algérie,, dans un contexte de fortes tensions et incertitudes liées aux relations compliquées entre les deux voisins maghrébins,. Titulaire tout du long de la compétition, il marque son but à l'occasion de son premier match de la compétition contre l'Afrique du Sud -17 ans et se qualifie pour la Coupe du monde grâce à une victoire de 3-0 contre l'Algérie. Il s'impose ensuite en demi-finale face au Mali pour atteindre la finale du tournoi,.Titulaire également en finale de la compétition face au Sénégal, les Marocains mènent au score avant que les Sénégalais reviennent au score à Alger (défaite, 2-1),.

## Palmarès

### En club
- Fath Union Sports
  - Tournoi Mohammed VI (U19)
    -  Finaliste en 2023[4]

### En sélection
- Maroc -17 ans
  - Championnat arabe des nations
    -  Finaliste en 2022[21]

  - Coupe d'Afrique des nations
    -  Finaliste en 2023